# Saltatorinae
Saltatorinae es una subfamilia propuesta de aves paseriformes de la familia Thraupidae que agrupa a dieciocho especies en dos géneros nativas de la América tropical (Neotrópico), donde se distribuyen desde el norte de México, por América Central, algunas Antillas menores y América del Sur, hasta el norte de la Patagonia argentina.

## Etimología
El nombre de la subfamilia deriva del género tipo Saltator cuyo nombre proviene del latín «saltator, saltatoris» que significa ‘bailarín’.

## Características
Las aves de esta subfamilia son medianas, midiendo entre 18,5 y 22 cm de longitud. Se caracterizan por sus picos gruesos y robustos, brillantemente coloridos en algunas especies. La coloración y patrón del plumaje son apagadas, predominantemente grisáceos y oliváceos en la mayoría, muchos exhibiendo una lista superciliar marcante. Otras características comunes son la cola relativamente larga y las patas bien desarrolladas.

## Taxonomía
El género Saltator ha sido considerado como parte de Cardinalidae por mucho tiempo, así como Saltatricula fue tratado dentro de Emberizidae. Sin embargo los análisis moleculares recientes indican claramente que pertenecen a Thraupidae. Los estudios de Burns et al. (2014) demostraron que las entonces quince especies del grupo y Saltatricula multicolor formaban un clado fuertemente soportado por los análisis y totalmente embutido dentro de Thraupidae, parientes próximos de las especies agrupadas en Emberizoidinae, diferente de análisis anteriores menos completas, que sostenían que el grupo podía ser basal a todos los tráupidos. La única especie analizada que ya se demostraba diferente y que no se encajó en el grupo fue la entonces Saltator rufiventris, posteriormente trasladado a un género propio Pseudosaltator, dentro de la subfamilia Thraupinae. También se confirmó la proximidad de hermanas entre Saltatricula multicolor y la entonces Saltator atricollis, la alternativa era incluir ambas en un género Saltator ampliado, pero se prefirió, en cambio, transferir S. atricollis a Saltatricula, dadas las similitudes de plumaje y de hábitat.

## Géneros
Según el ordenamiento propuesto, la presente subfamilia agrupa a los siguientes géneros:
- Saltatricula
- Saltator